# 小行星95219
小行星95219（95219 Borgman）是一颗绕太阳运转的小行星，为主小行星带小行星。该小行星于2002年2月8日发现。
該小行星以美國機械師、木工、電工、水管工、程式設計師及業餘天文學家丹尼斯·博格曼（Dennis Borgman）命名。

## 轨道参数
小行星95219的轨道半长轴为3.1058385 UA，离心率为0.083。